# András Takács
András Takács (nascido em 3 de julho de 1945) é um ex-ciclista húngaro que competiu no ciclismo nos Jogos Olímpicos de Verão de 1968, 1972 e 1980, representando a Hungria.